# Ruta europea E75
La E 75 forma parte de la red de carreteras europeas internacionales, que es una serie de carreteras principales de Europa.
La E 75 comienza en Vardø, Noruega en el mar de Barents y se dirige al sur atravesando Finlandia, Polonia, República Checa, Eslovaquia, Hungría, Serbia y Macedonia del Norte hasta Sitía, Grecia en la isla de Creta en el mar Mediterráneo.
Desde comienzos de los años noventa hasta 2009, no hubo una conexión por ferry entre Helsinki y Gdańsk. No obstante, Finnlines comenzó un servicio regular entre Helsinki y Gdynia. También es posible tomar un ferry desde Helsinki hasta Tallin y conducir por la E67 desde Tallin a Piotrków Trybunalski en Polonia y seguir con la E75.
La Agencia Europea para la Reconstrucción, una de las Agencias de la Unión Europea, ha contribuido a la reconstrucción de la E 75 en Macedonia del Norte. 
Las principales ciudades a lo largo de la E 75 son:
Vardø – Vadsø – Nesseby – Varangerbotn – Tana – Utsjoki – Inari – Ivalo – Sodankylä – Rovaniemi – Kemi – Oulu – Jyväskylä – Heinola – Lahti – Helsinki … Gdynia - Gdańsk – Toruń – Włocławek - Łódź – Piotrków Trybunalski – Częstochowa – Katowice – Bielsko-Biała – Žilina – Bratislava – Győr – Budapest – Szeged – Subotica – Novi Sad – Belgrade – Niš – Leskovac – Vranje – Kumanovo – Skopie – Veles – Gevgelija – Tesalónica – Larisa – Lamia – Atenas … La Canea – Iraklion – Agios Nikolaos – Sitía

## Galería

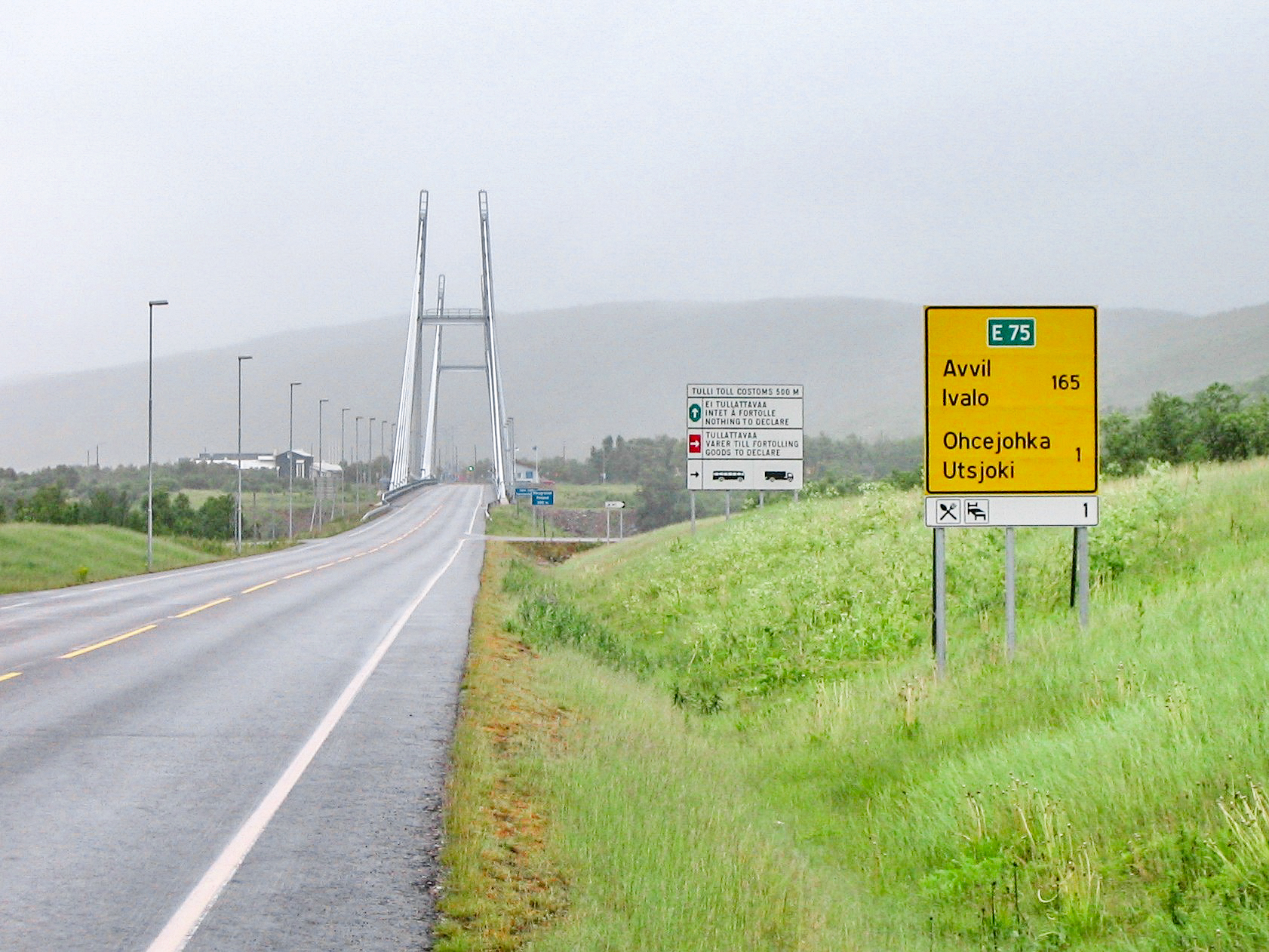
La E 75 en la frontera entre Noruega y Finlandia
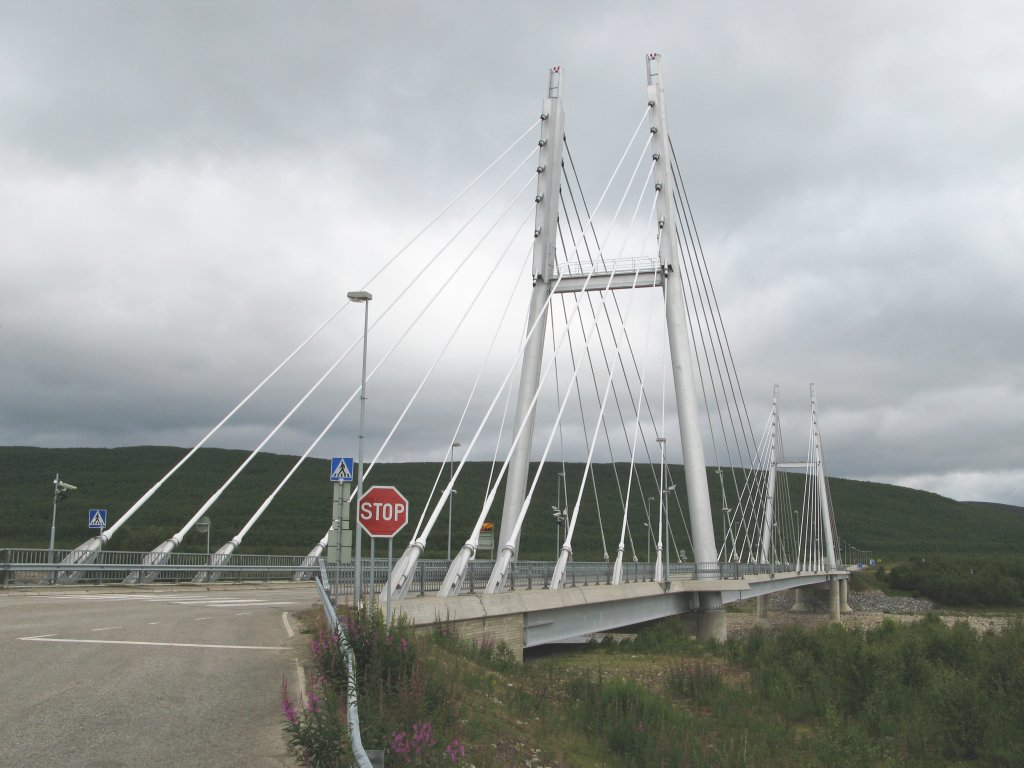
La E 75, el puente Sami en la frontera noruego-finlandesa
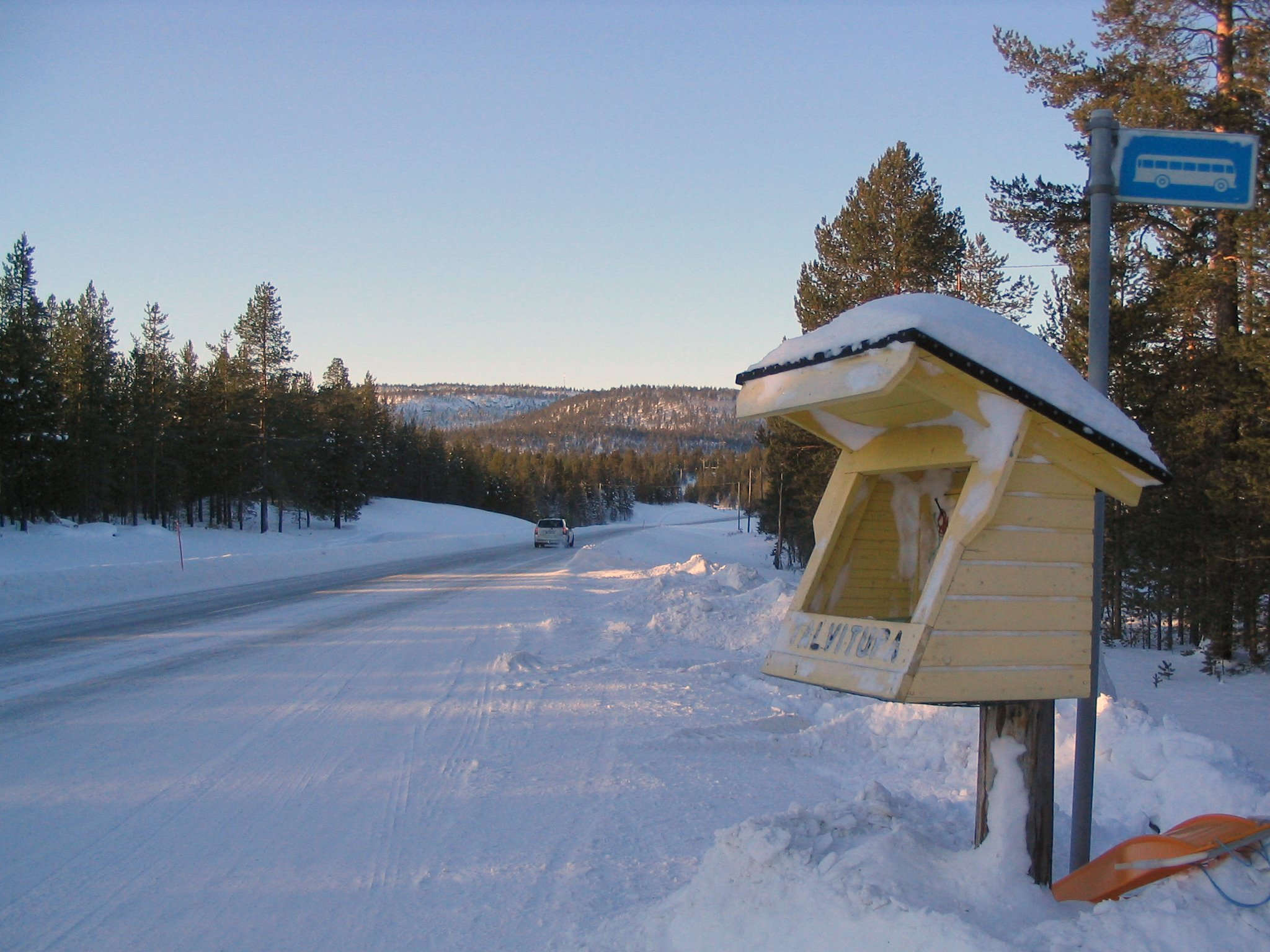
La E 75 en invierno en Inari, Finlandia
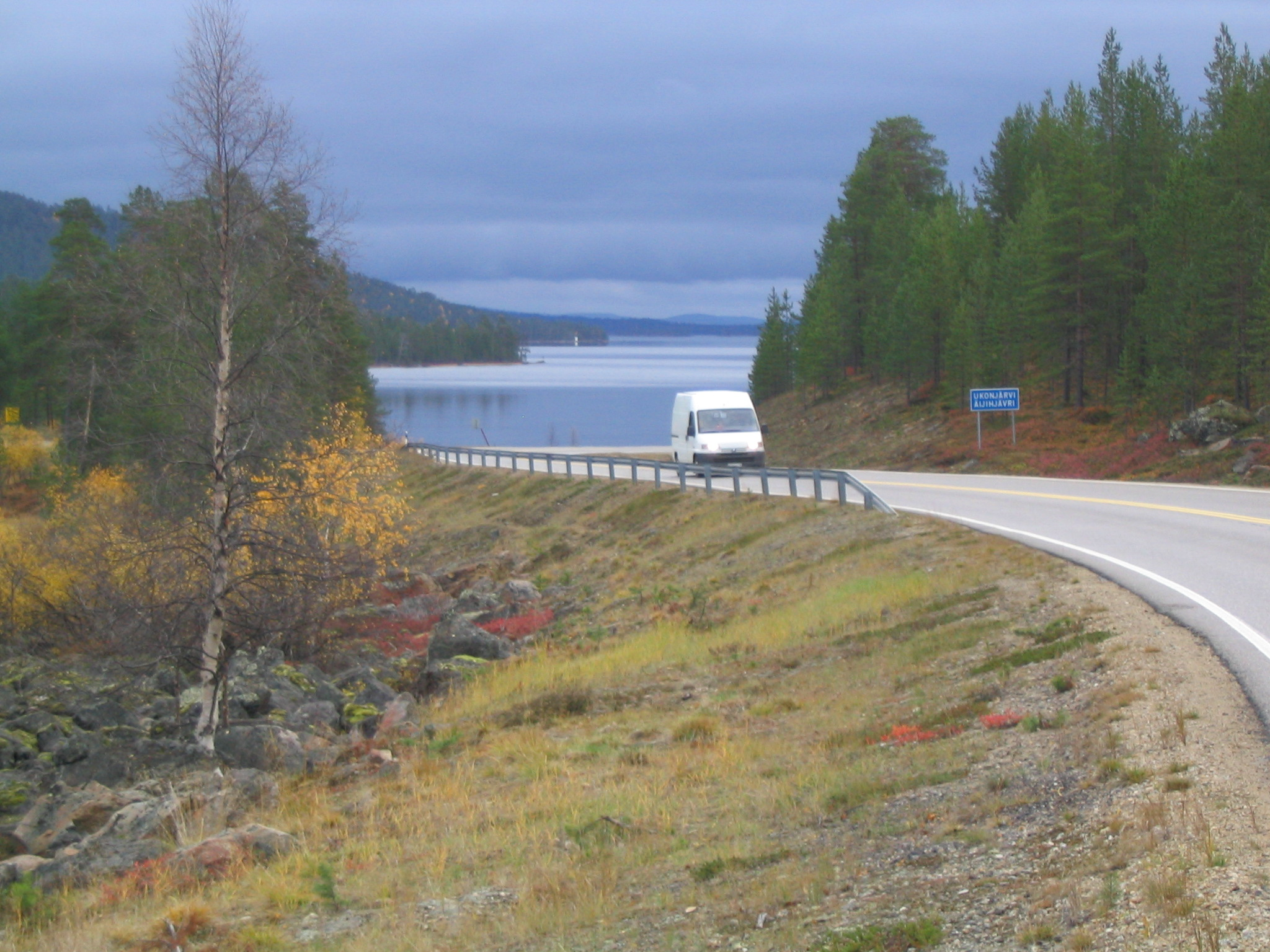
La E 75 en Ukonjärvi, Inari, Finlandia
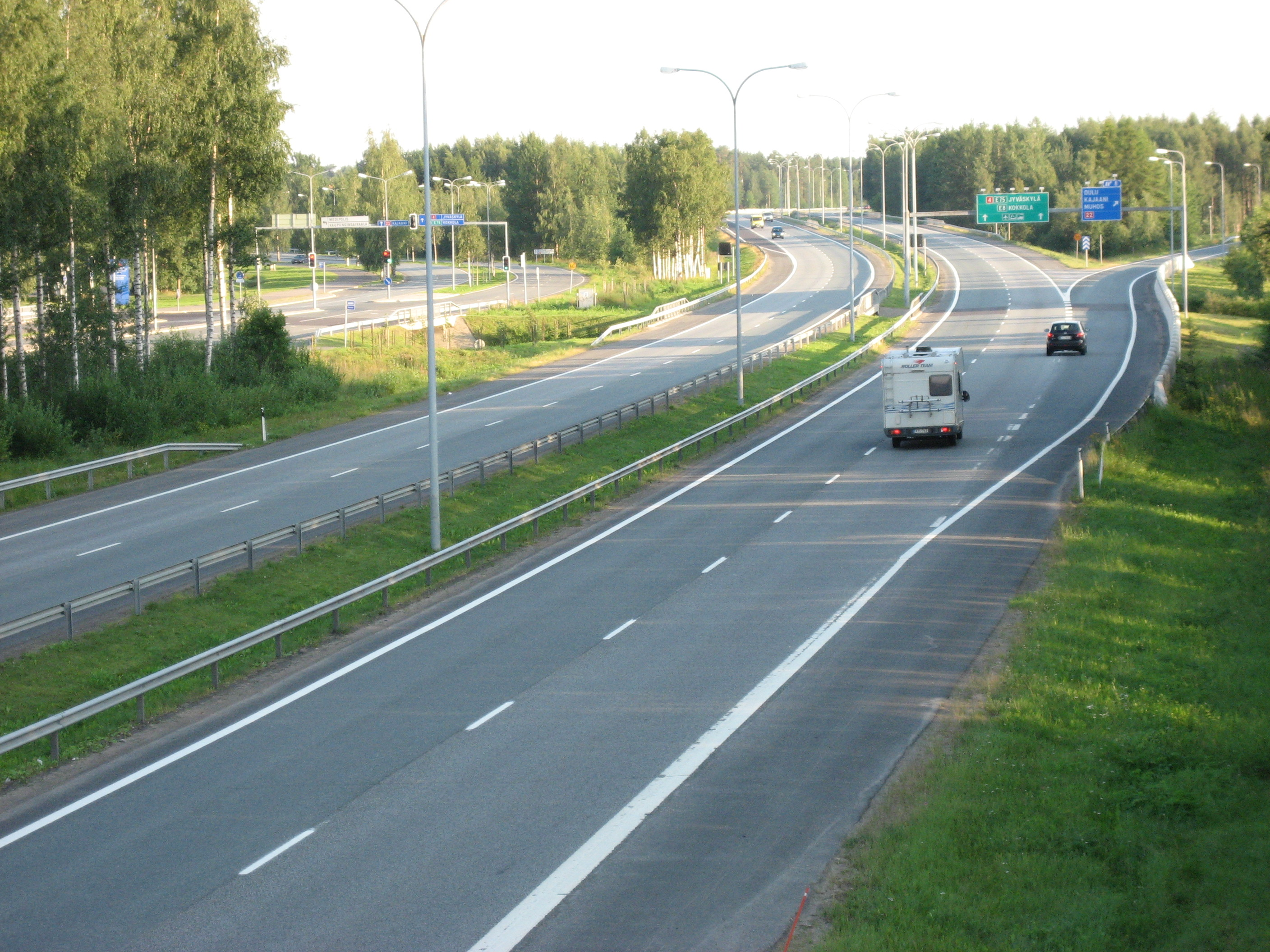
La E 75 en Oulu, Finlandia
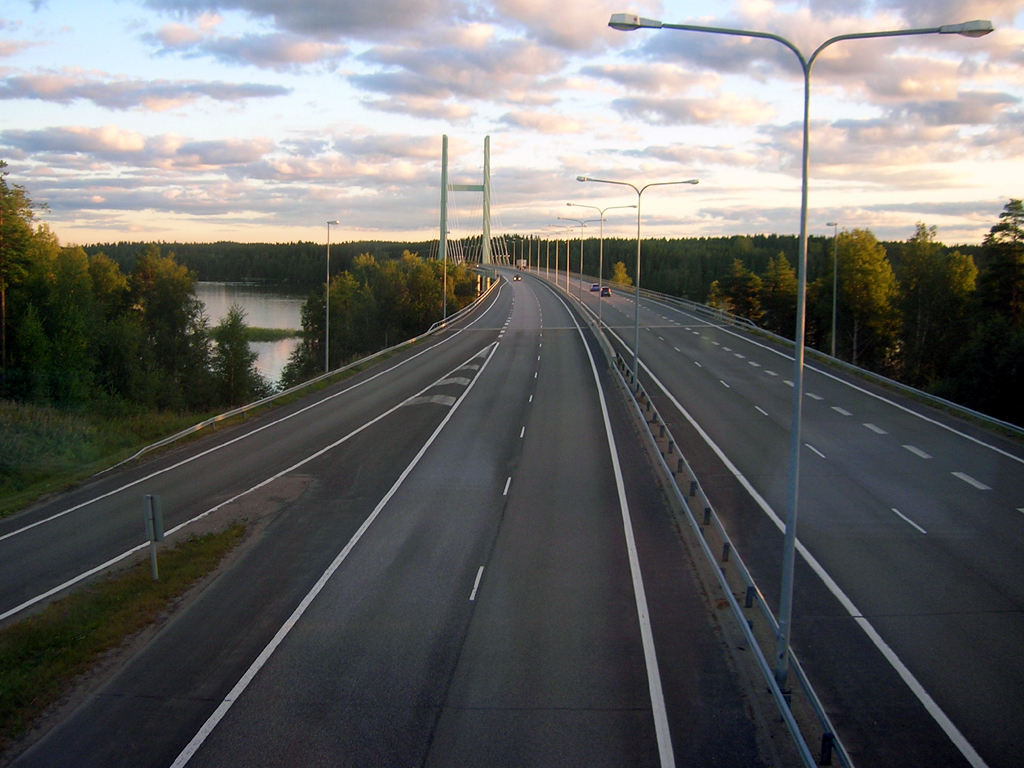
La E 75 cerca de Heinola, Finlandia
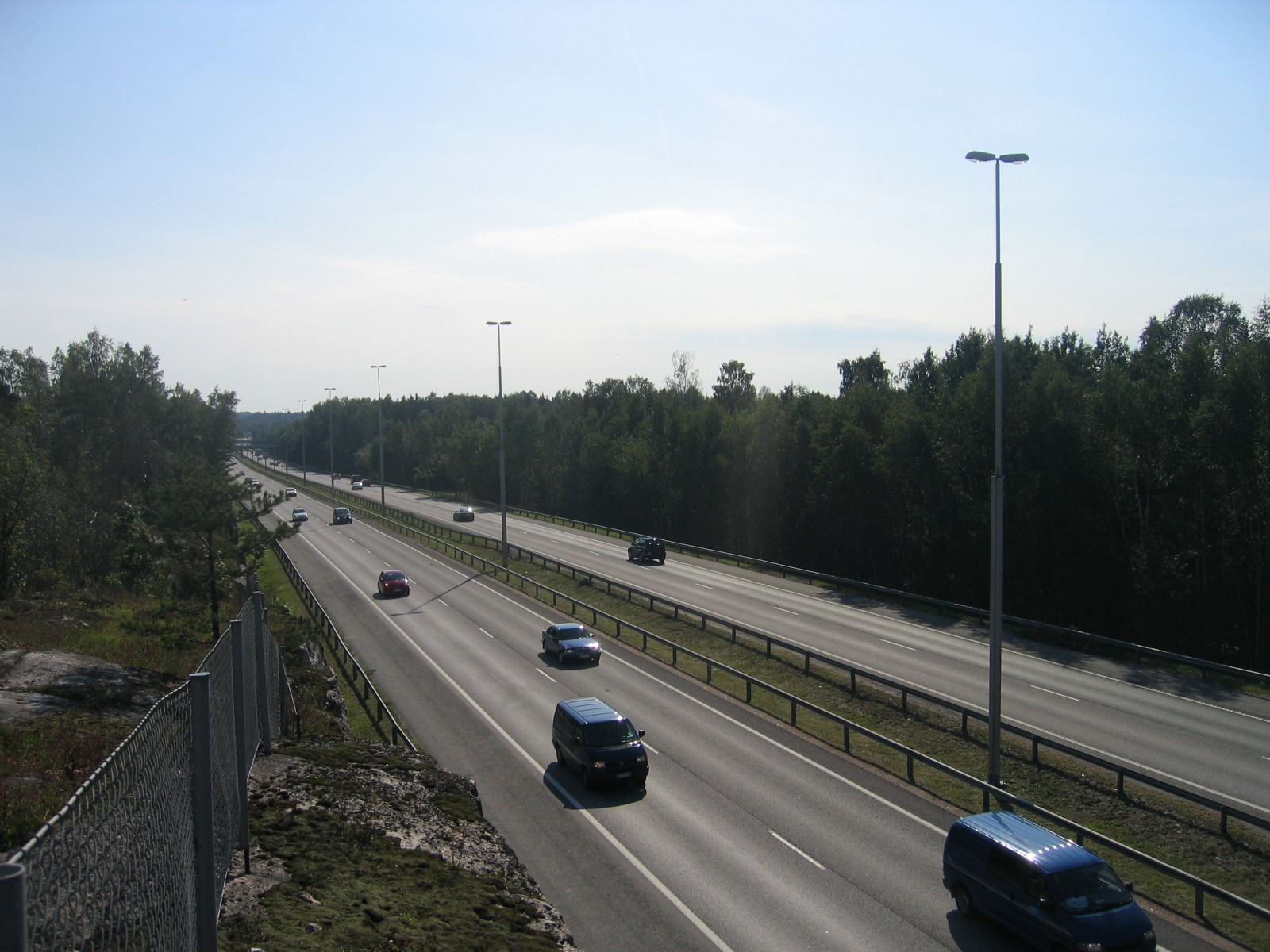
La E 75 en Jakomäki, cerca de Helsinki, Finlandia
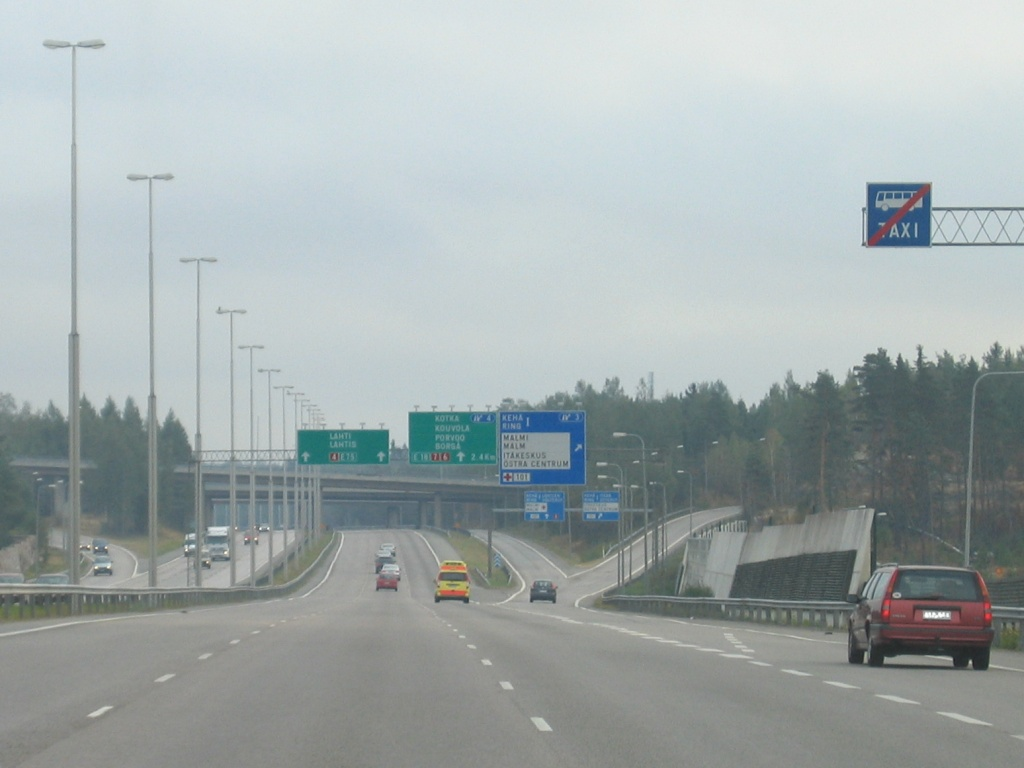
La E 75 cerca de Helsinki
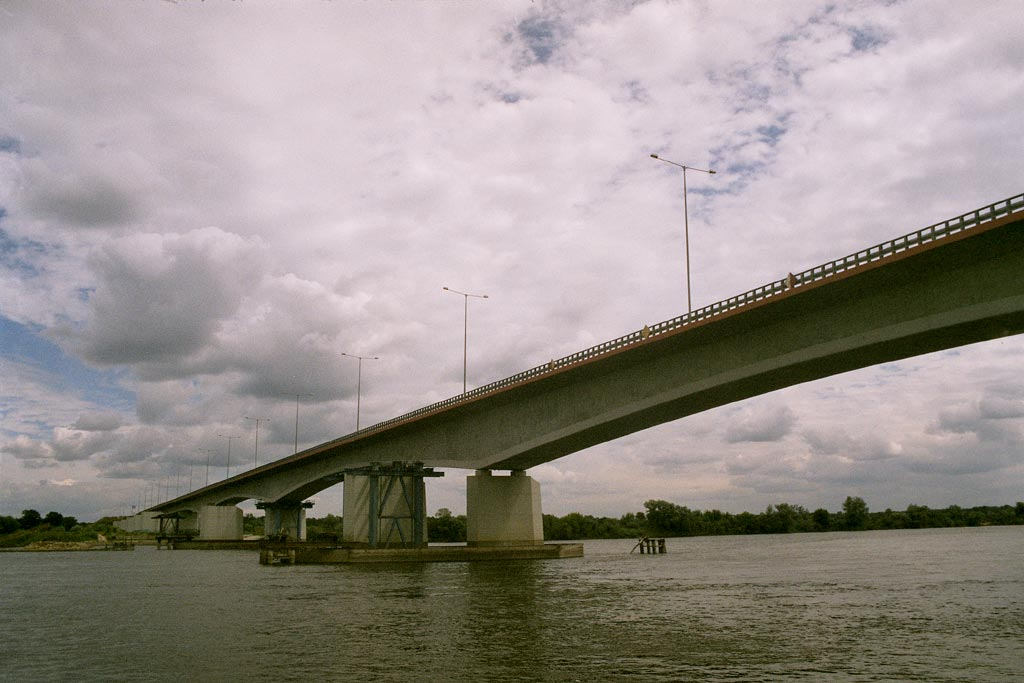
La E 75 cruzando el Vístula cerca de Toruń, Polonia
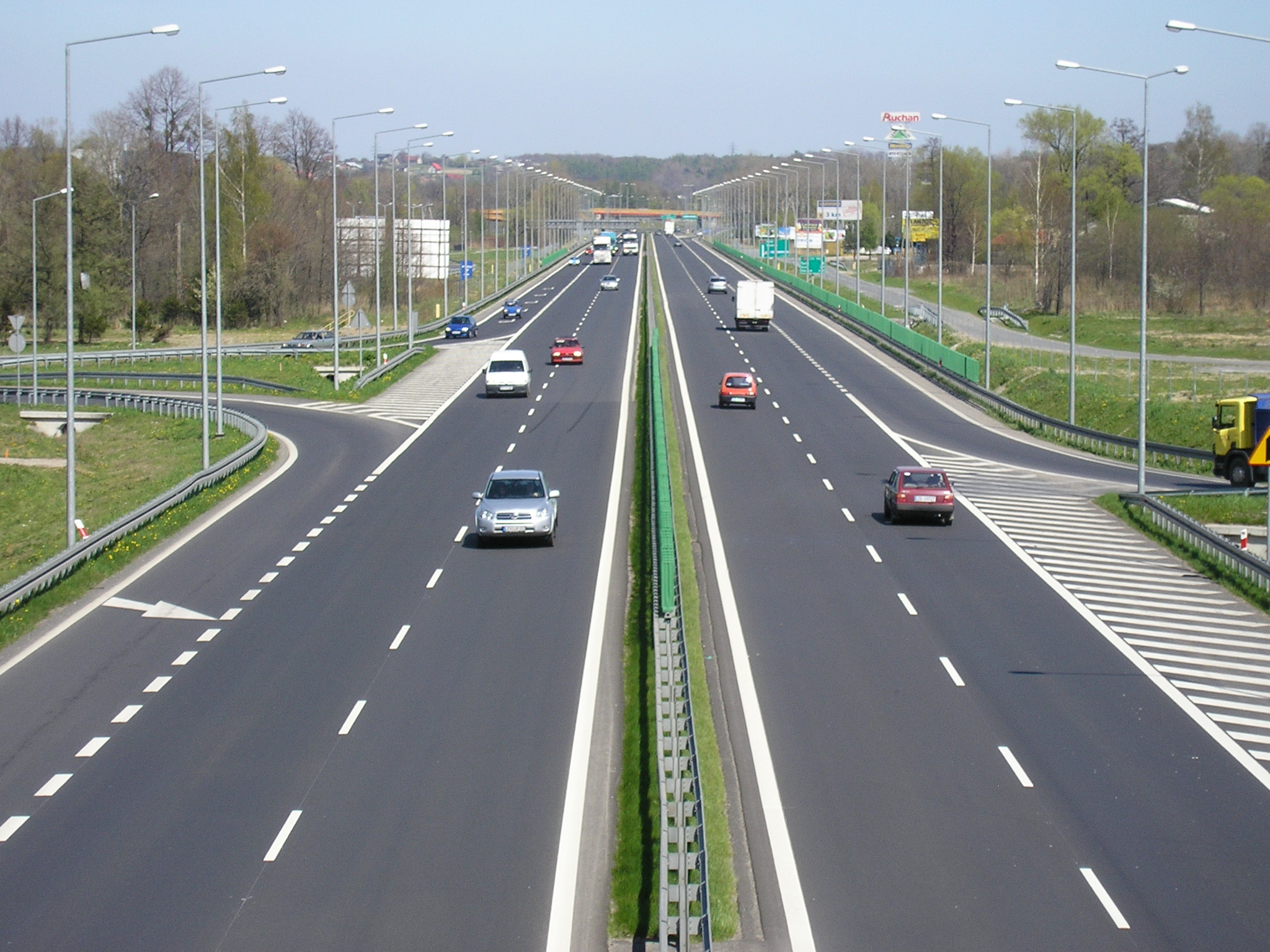
La E 75 en Bielsko-Biała, Polonia
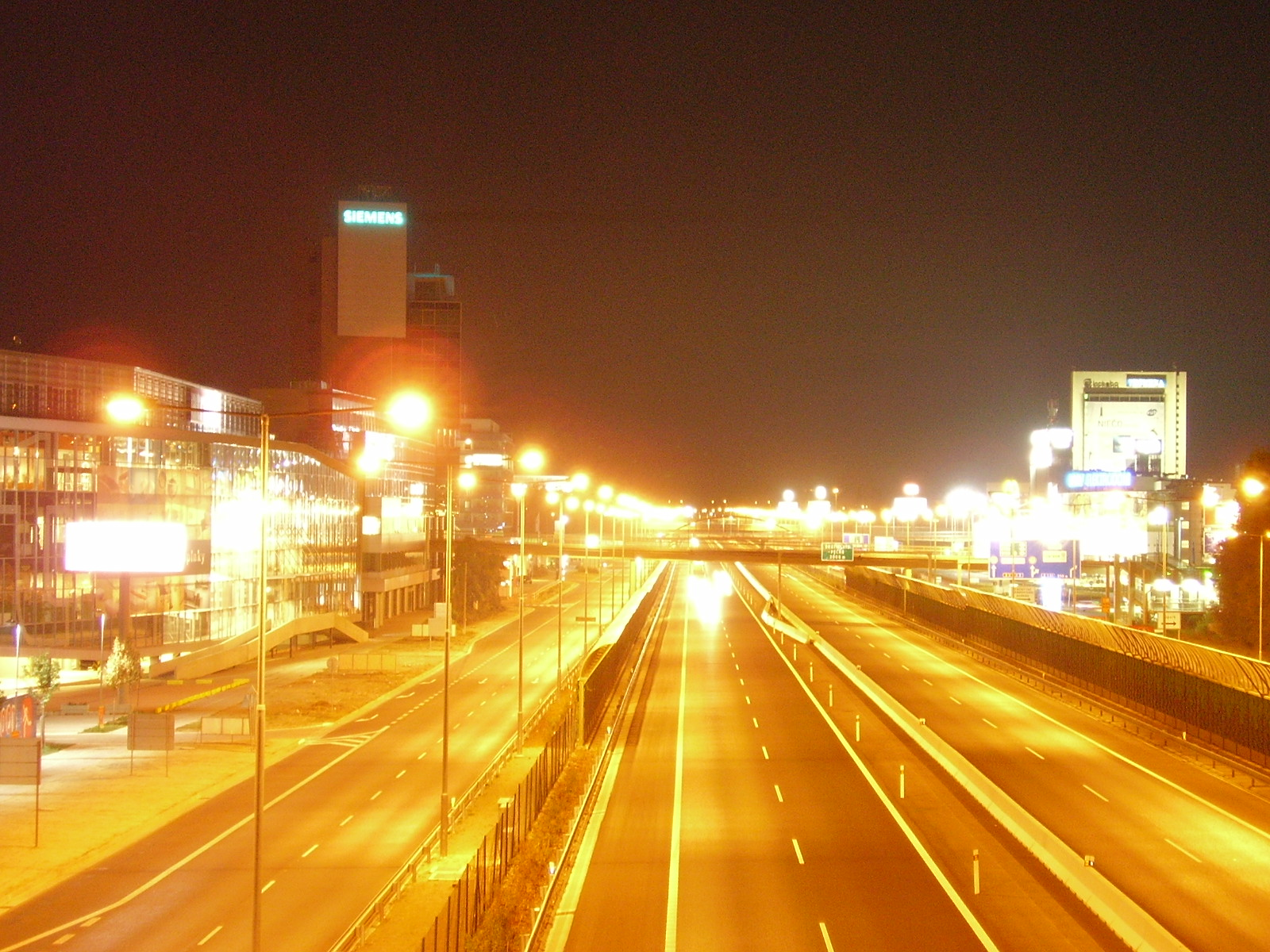
La E 75/D1 en Bratislava, Eslovaquia
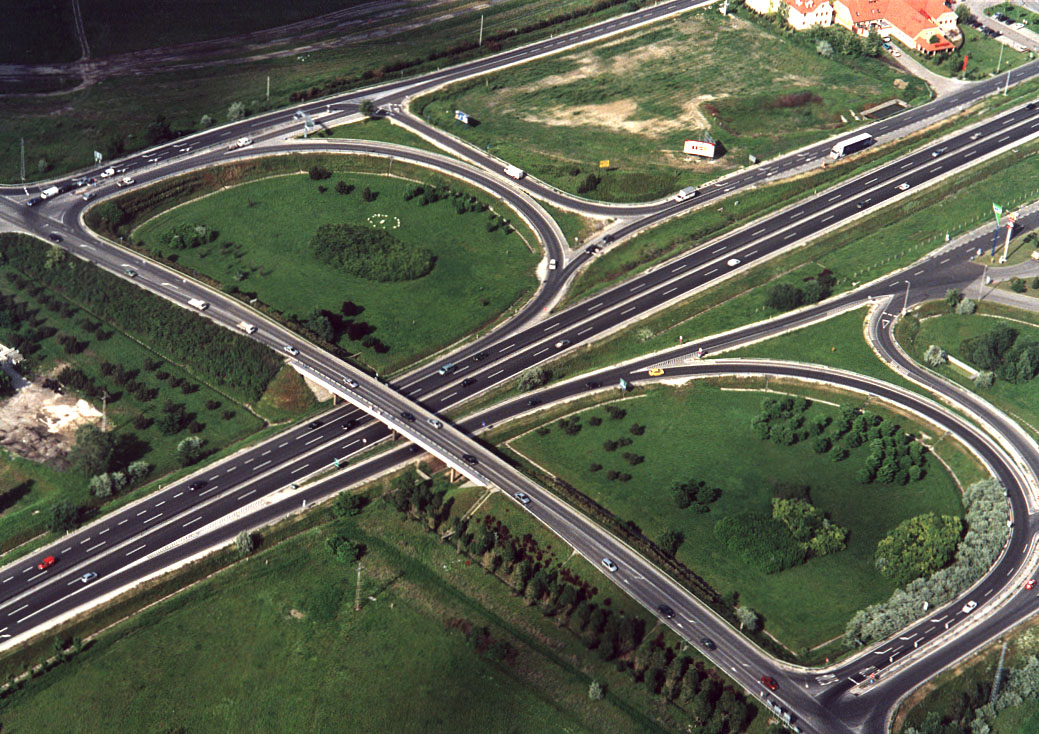
La E 75/M5 en Hungría
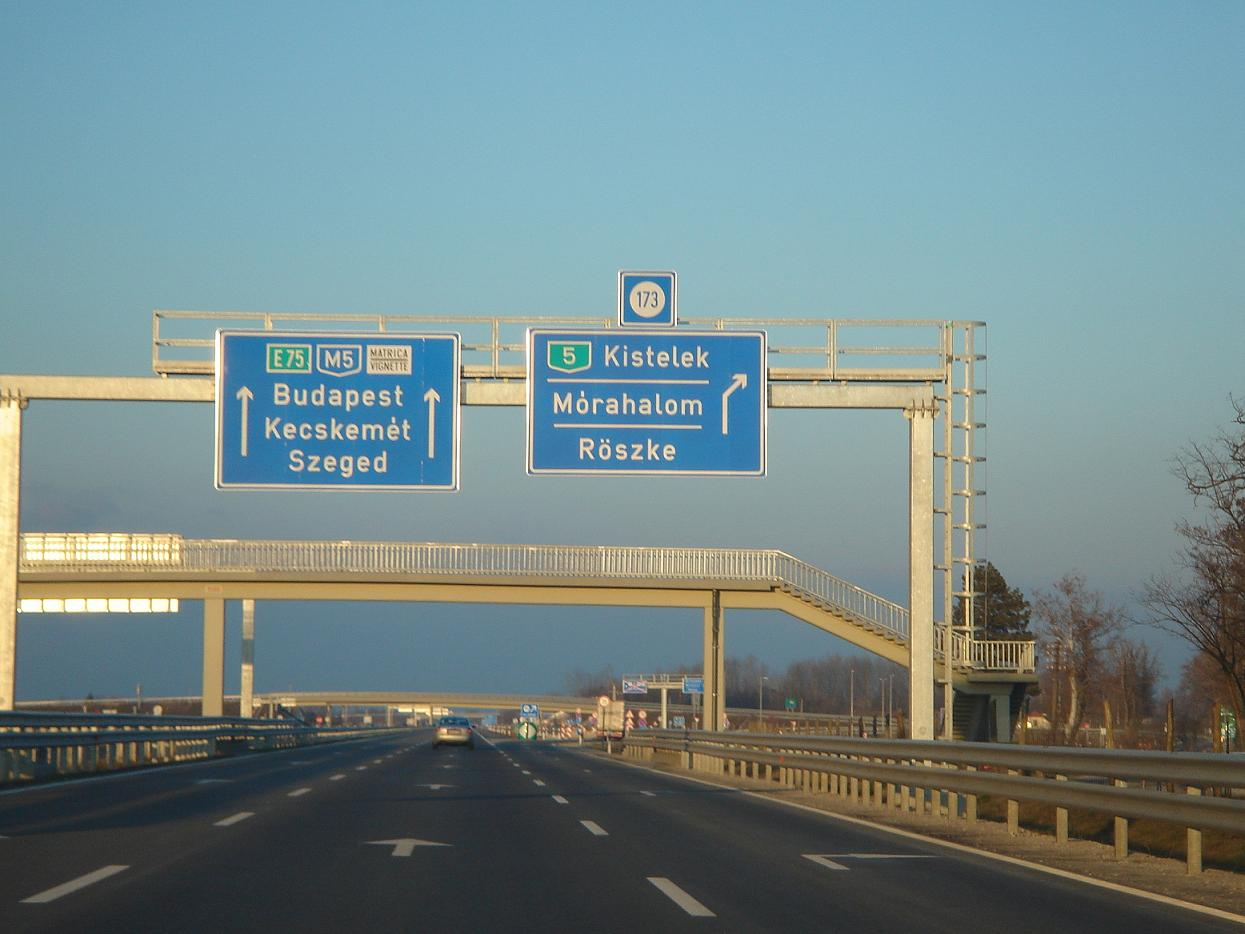
La E 75 en Röszke, frontera húngaro-serbia
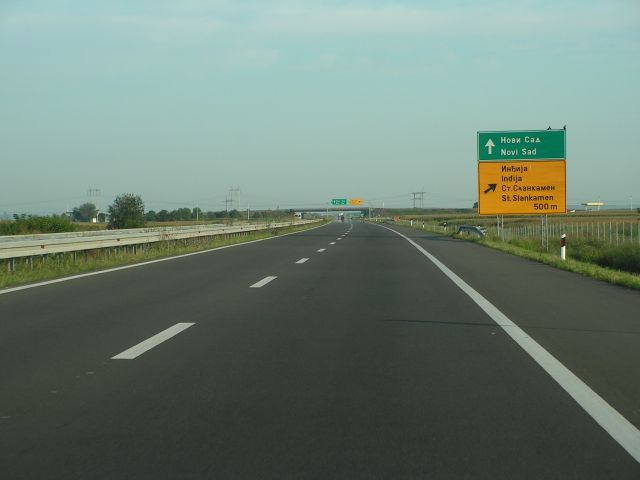
La E 75 cerca de Inđija, Serbia
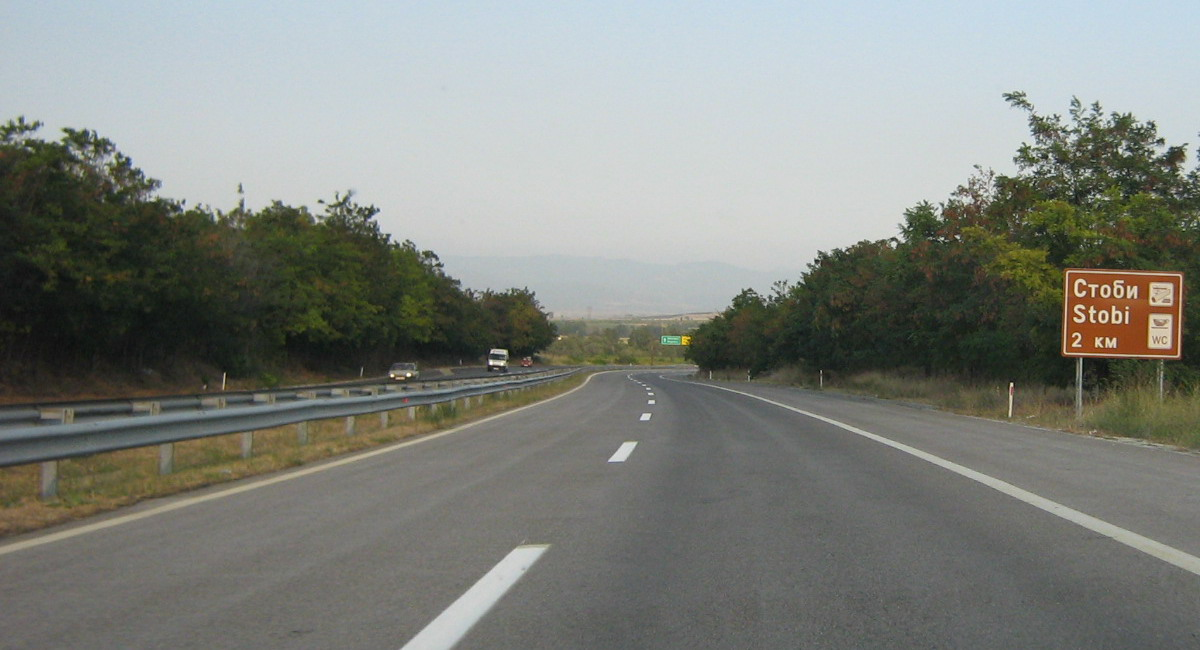
La E 75 cerca de Stobi, Macedonia del Norte
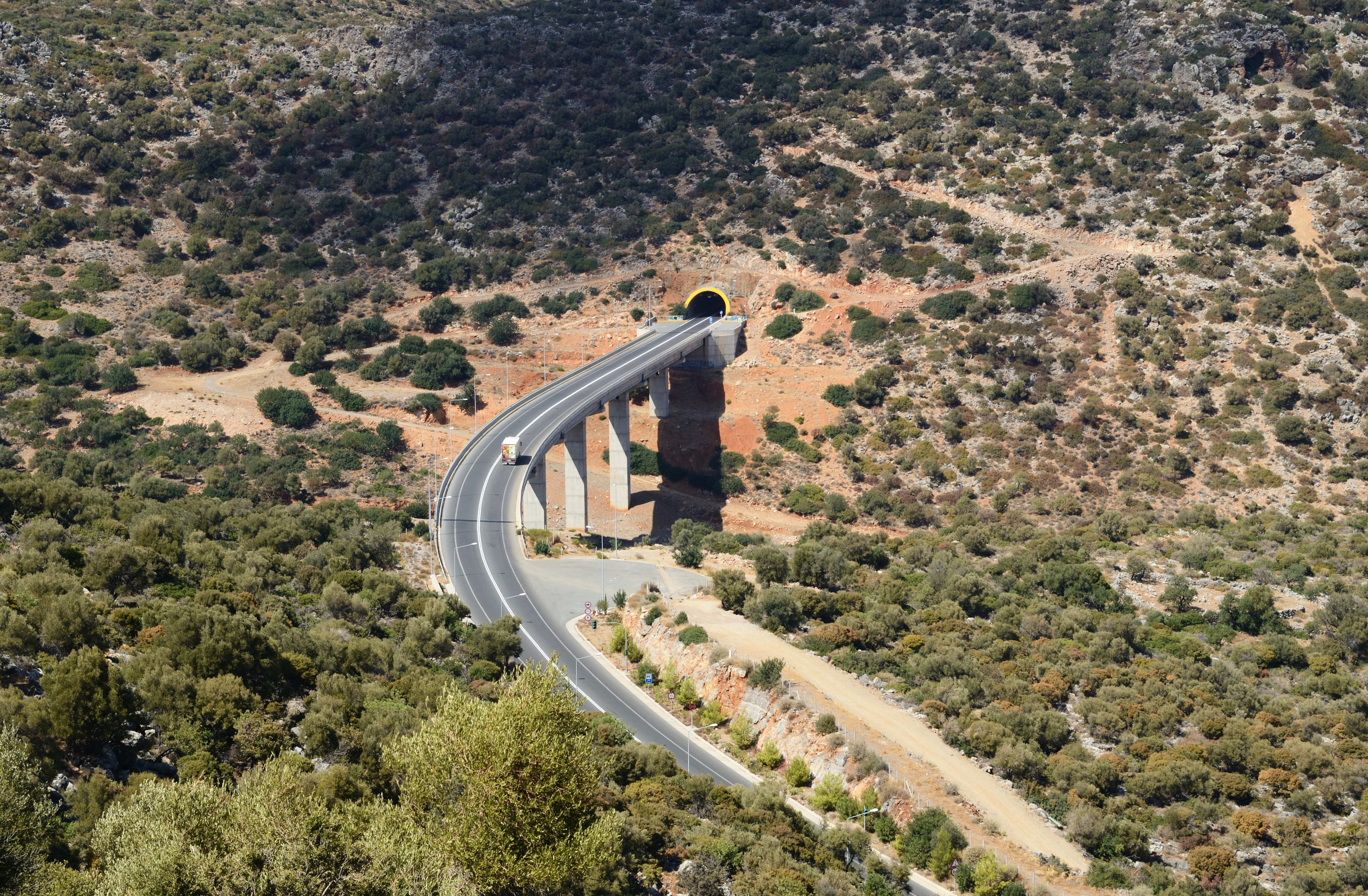
La E 75 cerca de Heraklion, Grecia